# Die lieben Verwandten
Die lieben Verwandten war eine deutsche Comedyserie, die 1990 in Co-Produktion zwischen der UFA, dem WDR und dem Südwestfunk hergestellt wurde. Regie führte Michael Pfleghar.
In fast jeder Folge erschien ein prominenter Gastdarsteller.

## Handlung
Der Ministerialbeamte Dr. Friedhelm Postelei bekommt eines Tages überraschenden Besuch von seiner Schwester Luise (Lizzy) Kleemann, die er Jahre lang nicht gesehen hat. Doch Lizzy kommt nicht allein, sondern bringt gleich ihre ganze Familie mit und bittet ihren Bruder, sie und ihre Lieben für einige Zeit bei sich aufzunehmen. Friedhelm Postelei willigt, noch hocherfreut über den Besuch, ein.
Doch diese Familie Kleemann erweist sich schon bald als wahrer Albtraum. Während das Ehepaar Postelei gutbürgerlich und angepasst ist, präsentieren sich die Kleemanns als anarchistische Chaos-Familie, die vor nichts Respekt zu haben scheint, die keine müde Mark besitzt und in der niemand einer geregelten Arbeit nach geht. Dafür gibt es des Öfteren Ärger mit der Polizei und der Staatsanwaltschaft.
Alle Versuche der Posteleis scheitern, ihre unliebsamen Untermieter wieder loszuwerden. Stattdessen beginnen sich die verschiedenen Paare aneinander zu gewöhnen. Das wilde Leben der Kleemanns schockiert die Posteleis mit zunehmender Dauer immer weniger.

## Episoden
1. Die Rückkehr der verlorenen Schwester
2. Schlaflose Nächte
3. Es war einmal
4. Ein eigenartiger Abend
5. Rollenspiele
6. Die sieben Zeugen
7. Herr Brodbeck macht Ärger
8. Das Alibi
9. Nicht nur für die Schule lernen wir
10. Schnipp Schnapp
11. Die Liebe zur Poesie
12. Juan Carlos geht aufs Ganze
13. Das Abschiedsessen
14. Ein Mann, ein Wort
15. Ausfallerscheinungen
16. Takt und Ton
17. Nichts geht mehr
18. Die Kleemanns und die Buddenbrooks
19. Irenes Rückkehr
20. Die Frühjahrsgrippe
21. Die Kommunion
22. Die Rache der Gerechten
23. Wie damals bei Lysistrata
24. Happy Birthday
25. Das Fest
26. Lissys Karriere

## Kritik
Für den Spiegel war Die lieben Verwandten „ein bißchen Slapstick, ein bißchen Wortwitz, ein bißchen schierer Klamauk – achtbar komisch ist die Geschichte inszeniert und manchmal richtig gut!“

## Sonstiges
Uwe Müller erhielt in dieser Serie bisher seine erste und einzige größere Rolle in einer Fernsehproduktion. Er arbeitet hauptsächlich als Theaterschauspieler.